# 1982 год в литературе

## События
- В Италии учреждена итальянская и  международная Премия Гринцане Кавур.

## Премии

### Международные
- Нобелевская премия по литературе — Габриэль Гарсиа Маркес, «За романы и рассказы, в которых фантазия и реальность, совмещаясь, отражают жизнь и конфликты целого континента»[1].

- Нейштадтская литературная премия — Октавио Пас.

- Всемирная премия фэнтези за лучший роман — Джон Краули, ««Маленький, большой, или Парламент фейри» (англ. Little, Big: or, The Fairies' Parliament).

- Всемирная премия фэнтези за лучшую повесть —  Парк Годвин, «The Fire When It Comes».

- Всемирная премия фэнтези за лучший рассказ — Деннис Этчисон, «The Dark Country».

- Премия «Хьюго» за лучший роман — Кэролайн Джэнис Черри, «Последняя база» (англ. Downbelow Station)[2].

- Премия «Хьюго» за лучшую повесть — Пол Уильям Андерсон, «Игра Сатурна» (англ. The Saturn Game)[2].

- Премия «Хьюго» за лучший рассказ — Джон Варли, «Толкач» (англ. The Pusher)[2].

### Австрия
- Австрийская государственная премия по европейской литературе — Тадеуш Ружевич.

### Великобритания
- Букеровская премия — Томас Кенилли за роман «Ковчег Шиндлера» (англ. Schindler's Ark)[3].

- Премия Сомерсета Моэма:

1. Уильям Бойд, «Хороший человек в Африке» ((англ. A Good Man in Africa);
2. Адам Марс-Джонс, «Лекция о фонаре» (англ. Lantern Lecture).

### Германия
- Премия Георга Бюхнера — Петер Вайс.

- Бременская литературная премия — Петер Вайс, «Эстетика сопротивления» (нем. Die Ästhetik des Widerstands).

### Израиль
- Государственная премия Израиля за поэзию:

1. Иегуда Амихай;
2. Амир Гильбоа.

- Литературная премия имени Бялика — Натан Зах.

### Испания
- Премия Сервантеса —  Луис Росалес.
- Премия принцессы Астурийской — Мигель Делибес и Гонсало Торренте Бальестер[4].

### СССР
- Премия Андрея Белого — не вручалась.

- Государственная премия РСФСР имени М. Горького:

1. Валерий Дементьев, критик, литературовед, — за книгу «Исповедь земли»;
2. Кривицкий Александр (Зиновий) Юрьевич — за книгу «Тень друга. Ветер на перекрёстке»;
3. Назмутдинов, Назар Назмутдиновчи (Назар Наджми) — за книги стихов и поэм «Приглашение другу», «Дыхание», «Стороны»;
4. Георгий Холопов — за книгу рассказов, повестей, воспоминаний «Иванов день».

### США
- Премия Эдгара Аллана По:
  - номинация за лучший роман — Уильям Байер,«Перегрин» (англ. Peregrine)[5].
  - номинация за лучший первый роман американского писателя — Стюарт Вудс, «Вожди» (англ. Chiefs)[6].

- Пулитцеровская премия за художественную книгу — Джон Апдайк, «Кролик разбогател» (англ. Rabbit Is Rich)[7].

- Пулитцеровская премия за лучшую драму — Чарльз Фуллер, «История солдата» (англ. A Soldier's Play)[8].

- Пулитцеровская премия за поэзию — Сильвия Плат, «Собрание стихотворений» (англ.  Collected Poems)[9].

### Франция
- Гонкуровская премия — Доминик Фернандез, «На ладони ангела» (фр. Dans la main de l'Ange)[10].

- Премия Фемина —  Анна Эбер, «Безумцы Бассана» (фр. Les Fous de Bassan).

- Премия Ренодо — Жорж-Оливье Шаторено, «La Faculté des songes».

- Премия Медичи — Жан-Франсуа Жосслен, «L’Enfer et Cie».
  - номинация за лучшее зарубежное произведение — Умберто Эко, «Имя розы» (итал. Il nome della rosa).

## Книги
- «Дом за зелёной калиткой» — сборник повестей и рассказов Дины Рубиной.

### Романы
- «2010: Одиссея Два» (англ. 2010: Odyssey Two) — роман Артура Кларка.
- «Банкир» (англ. Banker) — роман Дика Френсиса.
- «Бегущий человек» (англ. The Running Man — роман Стивена Кинга.
- «Жизнь, Вселенная и всё остальное» (англ. Life, the Universe and Everything — роман Дугласа Адамса.
- «Мантисса» (англ. Mantissa) — роман Джона Фаулза.
- «Невыносимая лёгкость бытия» (фр. L'insoutenable légèreté de l'être) — роман Милана Кундеры.
- «Осмотр на месте» (пол. Wizja lokalna) — роман Станислава Лема.
- «Письмо Ньютона: Интерлюдия» (англ. The Newton Letter: An Interlude) — роман Джона Бэнвилла.
- «Плач в ночи» (англ. A Cry in the Night) — роман Мэри Хиггинс Кларк.
- «Стрелок» (англ. The Dark Tower: The Gunslinger — роман Стивена Кинга.
- «Там, где в дымке холмы» (англ. A Pale View of Hills) — роман Кадзуо Исигуро.
- «Хромая судьба» — роман братьев Стругацких.

### Повести
- «Бесстрашный Пекка» (фин. Pekka Peloton) — повесть для детей Ханну Мякеля.
- «Верлиока» —  сказочная повесть Вениамина Каверина.

### Поэзия
- «Отмеченная зима» — сборник стихотворений Геннадия Айги.
- «Распознание» (нюнорск Gjenkjennelsen) — сборник стихов Эльдрид Лунден.

### Драматургия
- «Дом в центре города» — пьеса Николая Коляды.
- «Маленький спектакль на лоне природы» — пьеса Степана Лобозёрова.

### Литературоведение
- «Контакты» — книга Льва Аннинского.
- «Лесковское ожерелье» — книга Льва Аннинского.
- «Михаил Луконин» — книга Льва Аннинского.
- «Статьи о современной литературе» — сборник статей Вадима Кожинова.

## Родились
- Анастасия Валерьевна Афанасьева, русская поэтесса.

## Умерли
- 16 января – Али Дашти, иранский писатель (родился в 1897).
- 25 января — Варлам Тихонович Шаламов, русский писатель и поэт (родился в 1907).
- 2 марта — Филип К. Дик, американский писатель-фантаст, один из основоположников жанра «киберпанк» (родился в 1928).
- 4 марта — Дороти Иден, британская писательница (род. в 1912).
- 20 марта — Золтан Йекей, венгерский писатель, поэт, переводчик, библиотекарь, историк литературы (род. в 1913).
- 4 мая — Жорж Алека Дамас, габонский поэт, автор государственного Гимна Габона (род в 1902).
- 16 августа — Илия Волен, болгарский писатель (родился в 1905).
- 17 октября — Илья Михайлович Лавров, русский советский писатель (род. в 1917).
- 16 ноября — Андрей Егорович Макаёнок, белорусский драматург и писатель (родился в 1920).